# Oratorio del Santissimo Sacramento (Gavorrano)
L'oratorio del Santissimo Sacramento (già Santi Cosma e Damiano) è un edificio sacro situato a Gavorrano, nella provincia di Grosseto, in Toscana.

## Storia e descrizione
Fu inizialmente dedicato ai Santi Cosma e Damiano e successivamente alla Natività di Maria. L'edificio, risalente al XIV secolo, è dotato di una facciata ottocentesca con due finestroni ed un oculo centrale, l'interno a navata unica con volta a botte è ora privo di opere; dalle visite pastorali risulta che fino al 1782 era riccamente arredato.